# Mathilda av England
Mathilda, född 1155/1156 i London, död  28 juni 1189 i Braunschweig, begravd i Braunschweiger Dom, var hertiginna av Sachsen och Bayern. 
Hon var dotter till kung Henrik II av England (1133–1189) och Eleonora av Akvitanien (1122–1204).

## Biografi
Mathilda gifte sig i Minden 1 februari 1168 med hertig Henrik Lejonet av Sachsen och Bayern (1129/1130–1195). Paret fick följande barn:
1. Henrik I den långe av Braunschweig (1173/1174–1227), greve av Braunschweig och pfalzgreve vid Rhein
2. Otto IV av Tyskland (1177/1182–1218), tysk kung och romersk kejsare
3. Wilhelm den fete av Lüneburg (1184–1213), greve av Lüneburg

Mathilda var regent i Sachsen och Bayern under makens frånvaro 1172–1173. Paret levde 1182–1185 i exil hos hennes far i Normandie. Under tiden där blev Mathilda föremål för trubaduren Bertrand de Borns diktning. Hon åtföljde maken tillbaka till Tyskland 1185, men då han 1189 återigen tvingades gå i exil, stannade hon kvar i Braunschweig.